# Antoni Garcia i Robledo
Antoni Garcia i Robledo (La Llagosta) és un jugador d'handbol català que juga a la posició de lateral amb el BM Granollers a la Lliga ASOBAL.

## Equips
- BM Granollers (2003-2011)
- Reale Ademar León (2011-2012)
- Paris Saint-Germain (2012-2014)
- SC Pick Szeged (2014-2016)
- KIF Copenhague (2016-2017)
  - FC Barcelona (Cessió març-juny 2017)
- CSM București (2017-2018)
- BM Granollers (2018-2019)
- HBC Nantes (2019-2020)
- BM Granollers (2020-Act.)

## Palmarès

### BM Granollers
- Lliga dels Pirineus: 2008

### PSG Handball
- Lliga de França: 2013
- Copa de França: 2014

### Barcelona
- Lliga ASOBAL: 2017
- Copa del Rei: 2017

### Selecció Espanyola

#### Jocs Olímpics
- Medalla de bronze: Jocs Olímpics de Tòquio 2020

#### Campionat del Món
- Medalla d'or: Mundial de 2013

#### Campionat d'Europa
- Medalla de plata: 2016, 2022
- Medalla de bronze: 2014

### Premis personals
- Millor Lateral Esquerre de la Lliga ASOBAL: 2010-11, 2011-12 i 2020-21